# Rdzawki (Ujazd)
Rdzawki – część wsi Ujazd w Polsce, położona w województwie małopolskim, w powiecie bocheńskim, w gminie Trzciana. 
W latach 1975–1998 Rdzawki należały administracyjnie do województwa tarnowskiego. 